# Tyrrell 026
La Tyrrell 026 fu l'ultima monoposto della scuderia Tyrrell e corse nel campionato del mondo di Formula 1 del 1998. I piloti erano Ricardo Rosset e Toranosuke Takagi e il progettista della vettura Harvey Postlethwaite.
Il 1998 fu l'ultimo anno della scuderia Tyrrell in Formula 1, dato che dall'anno successivo sarà sostituita dalla British American Racing.
La 026 presentava un motore Ford V10 ed un buon telaio, ma fu penalizzata per la scelta dei piloti, dato che Takagi era debuttante in Formula 1 e Rosset si dimostrò troppo lento, mancando in cinque occasioni la qualificazione per la gara.

## Contesto

### La vendita del team
Nell'estate del 1997 cominciarono a circolare voci sull'ingresso in Formula 1 della British American Tobacco, che avrebbe sondato la disponibilità di Minardi e Tyrrell a cedere la proprietà delle proprie squadre. Già all'inizio di luglio varie indiscrezioni individuarono la Tyrrell come prossima alla cessione, con una composizione sociale che avrebbe visto l'ingresso anche di Reynard e Craig Pollock, manager di Jacques Villeneuve che sarebbe divenuto pilota di punta nel 1999.
La decisione di acquisire un team già esistente derivavano dalla possibilità di usufruire dei vantaggi premiali attribuiti alle squadre dal Patto della Concordia e di evitare un deposito cauzionale di 40 milioni di dollari, istituito dalla FIA per evitare il ripetersi di casi come quello della Lola Racing Cars, fallita dopo la gara inaugurale della stagione 1997. D'altro canto Ken Tyrrell si dimostrò interessato alla vendita della propria squadra per i costi sempre più elevati che comportava la partecipazione al Campionato mondiale di Formula 1.
A dicembre 1997 venne resa nota la composizione della compagine sociale: BAT avrebbe detenuto la metà delle quote societarie, mentre il restante 50% sarebbe stato ripartito in parti uguali tra Reynard e Craig Pollock. Anche se mai ufficialmente confermato, è ritenuto probabile che anche Jacques Villeneuve possedesse delle azioni del team. Il 1998 avrebbe quindi rappresentato una stagione di transizione, in cui Tyrrell avrebbe continuato a gestire la squadra, mentre la nuova società avrebbe garantito le risorse.

### Scelta dei piloti
Per la nuova stagione, Tyrrell promosse pilota titolare Toranosuke Takagi, favorito anche dagli sponsor giapponesi che finanziavano il team. Più tribolata fu la scelta del suo compagno di squadra: dopo che la BAT aveva scartato Jos Verstappen, che invece Tyrrell avrebbe voluto confermare, vennero vagliati i profili di Jean-Christophe Boullion e Tom Kristensen. Alla fine la scelta ricadde su Ricardo Rosset.

## Presentazione
La Tyrrell 026 venne presentata a Londra il 21 gennaio 1998 con una cerimonia sobria, alla presenza di Ken Tyrrell e del progettista Harvey Postlethwaite. Solamente uno dei due piloti che avrebbe formato la coppia titolare del 1998 era presente, ossia il giapponese Toranosuke Takagi, che l'anno precedente aveva svolto la funzione di collaudatore. La proprietà del team, nel frattempo passata alla BAT, non aveva ancora deciso a chi affidare la seconda monoposto.

## Carriera agonistica

### Test invernali
La 026 scese per la prima volta in pista a Silverstone il 29 gennaio 1998, con Takagi alla guida. Il giapponese compì 16 giri di test, prima di trasferirsi a Barcellona il 1º febbraio.

### Risultati completi
La vettura fu molto lenta per tutta la stagione non consentendo
ai piloti di marcare alcun punto. Rosset colse il miglior risultato 
con un 8º posto, ma mancò la qualificazione a 5 gp. La scuderia concluse la sua ultima stagione all'11º e ultimo posto.
| Anno | Vettura | Motore       | Gomme | Piloti |     |     |    |     |    |    |     |     |     |     |    |    |     |    |     |     |  |  |  |  |  |  |  |  | Punti | Pos. |
| ---- | ------- | ------------ | ----- | ------ | --- | --- | -- | --- | -- | -- | --- | --- | --- | --- | -- | -- | --- | -- | --- | --- |  |  |  |  |  |  |  |  | ----- | ---- |
| 1998 | 026     | Ford Zetec-R | G     | Rosset | Rit | Rit | 14 | Rit | NQ | NQ | 8   | Rit | Rit | 12  | NQ | NQ | NP  | 12 | Rit | NQ  |  |  |  |  |  |  |  |  | 0     | NC   |
| 1998 | 026     | Ford Zetec-R | G     | Takagi | Rit | Rit | 12 | Rit | 13 | 11 | Rit | Rit | 9   | Rit | 13 | 14 | Rit | 9  | 16  | Rit |  |  |  |  |  |  |  |  | 0     | NC   |